# هاينريش شفارتز
هاينريش شفارتز (بالألمانية: Heinrich Schwarz)‏ (و. 1906 – 1947 م) هو سياسي، ومعذب ‏، وconcentration camp guard ‏ ألماني، ولد في ميونخ، كان عضوًا في الحزب النازي، بدأ مشواره المهني سنة 1931، كان عضوًا في شوتزشتافل، ويحمل رتبة عسكرية هوبتستثرمفهرر، توفي عن عمر يناهز 41 عاماً، بسبب إعدام رميا بالرصاص.